# Andreas Frädrich
Andreas Fritz Frädrich (* 10. Januar 1969 in Berlin-Wilmersdorf) ist ein deutscher Urban-Gardening-Akteur, Landwirt, Landschaftsgärtner und Pflanzen-Szenograf, der seit 2015 mobile Pflanzen-Landschaften gestaltet. In Berlin-Friedrichshain, Potsdam, Kremmen, Klövensteen, auf dem Pier von Scheveningen, in Keitum auf Sylt und auf Mallorca in Cala Bona und Algaida ist oder war er tätig als Weihnachtsbaumvermieter oder Meeresgärtner. Damit schuf er völlig neue Berufsbilder mit internationaler Beachtung. Frädrichs Projekte, die er als lebensechte Dioramen bezeichnet, entstehen an verödeten, zumeist urban geprägten Orten wie Dachgärten, Straßenbrücken, Bahnhöfen und Fabrikanlagen, oder auch auf Inseln und Schiffen. Aus ungewöhnlichen Kombinationen von zu groß gewordenen, entsorgten Zimmerpflanzen oder vergessenen Nutzpflanzen in großer Artenvielfalt entstehen üppige temporäre Gärten und Landwirtschaftsbetriebe, die nach relativ kurzer Zeit wieder demontiert und an anderer Stelle reinstalliert werden. Sie zeichnen sich stets durch regionale Lösungsansätze in der nachhaltigen Bewirtschaftung aus. Frädrichs erklärte Vorbilder sind Beschreibungen vom Paradies im Koran und in der Bibel.

## Leben und Werk

### Pflanzenretter
Frädrich wurde 2016 als Pflanzenretter bekannt mit der besten Aktion zur Abfallvermeidung. Die Idee dazu kam ihm als Pächter des landwirtschaftlichen Anwesens am Schloss Tegel, dem Familiensitz des Naturforschers Alexander von Humboldt.

### Bewegte Landschaften
Andreas Frädrich sieht sich in der Tradition bekannter Gestalter begrünter und bepflanzter Häuser wie Patrick Blanc (vertikal) und Friedensreich Hundertwasser (horizontal), bringt aber die vierte Dimension in die Begrünung mit der Langzeit-Installation der „Bewegten Landschaften“. Er geht davon aus, dass in Zukunft Pflanzen und landwirtschaftliche Betriebe nicht mehr an festen Standorten verbleiben können, sondern mobiler werden müssen, ähnlich wie die Menschen und Tiere als Flüchtlinge etwa infolge des Klimawandels, der zunehmenden Urbanisierung, steigenden Meeresspiegels und Vermüllung der Ozeane, Insektenschwunds insbesondere Bienensterbens, zunehmender Trinkwasserverknappung und Abholzung des Regenwalds. Die aufwändig aus Kübelpflanzen, Spezialsubstraten, Naturmaterialien, Möbilierungen und Unterhaltungsbereichen entstehenden Landschaften bezeichnet er als Holodecks, angelehnt wie beim Raumschiff Enterprise, die Frädrich nach in ihrer Sinnesvielfalt selbst in 1000 Jahren nicht durch Computer simuliert werden könnten. Frädrich plädiert bei Urbaning Farming Projekten für den Einsatz von U-Bahnen oder Straßenbahnen (Kartoffelbahnen), damit landwirtschaftliche regionale Betriebe gegenüber dem kollabierenden Innenstadtverkehr wirtschaftlich wettbewerbsfähiger werden.

## Galerie

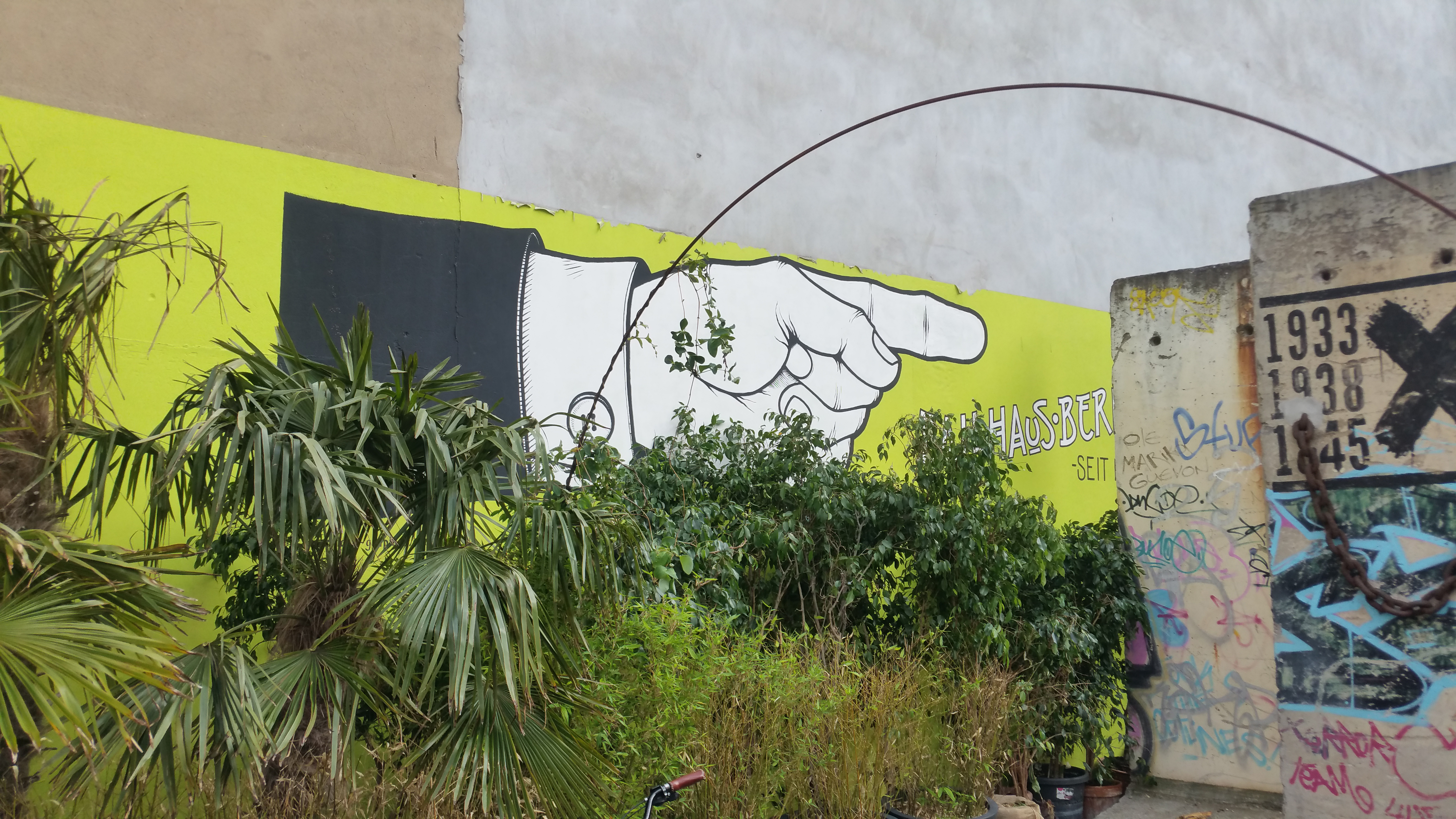
Urban Jungle im Ballhaus Berlin 2018. Bei der Pflanzen-Szenografie half Karl-Heinz Heymann. Die Pflanzenwelt umfließt gestaltete Elementen der ehemaligen Berliner Mauer von Ben Wagin
Wiedereinpflanzbare Weihnachts-Mietbäume schweben über der Nordsee auf dem Pier in Scheveningen
Aufstellung einer Baumschul-gezogenen Nordmanntanne als nachhaltiger Weihnachtsbaum im Bundesministerium für Gesundheit 2023

## Persönliches
Frädrich war zuvor viele Jahre als Pressesprecher, in der Krisenkommunikation, als Medizinjournalist tätig, sowie zuletzt verantwortlich für die Erstellung der monatlichen Fortschrittsberichte für die Deutsch-Griechische Versammlung am Bundesministerium für wirtschaftliche Zusammenarbeit und Entwicklung zwischen deutschen und griechischen Kommunen September 2014 bis 2015, bevor er sich auf seinen ursprünglichen Beruf als Landschaftsgärtner wieder zurückbesann.
Als passionierter Jagdreiter, Polospieler, Pferdewirt, Besitzertrainer im Rennreiten und Geschäftsinhaber für ein Modernes Antiquariat für Reitsportarten in Warendorf hat er 2013 beim FN-Verlag das interdisziplinäre Kochbuch EssParcour mit prominenten deutschen Reitern herausgebracht.
Andreas Frädrich ist ein Urenkel von Karl Vollbrecht, einem deutschen Filmarchitekt, der mit Fritz Lang zusammen gearbeitet hat.

## Projekte (Auswahl)
- 2016: Pflanzen Outlet im S-Bahnhof Berlin-Frohnau mit Kakteen und Exoten[28]
- 2017: Mediterrane Gestaltung und mexikanisches Gewächshaus auf Gut Basthorst[29]
- 2017: Filmgärtnerische Ausstattung der ARD-Serie Berlin-Weissensee
- 2017: Nachhaltiges Gärtnern in der Kompoststadt im Paradiesgarten anlässlich 500 Jahre Reformation und Martin Luther – Weltausstellung in Wittenberg[30]
- 2018: Pflanzenverwandlung in der Universität der Künste Berlin, Berliner Kultursommer, Prof. Alexandra Ranner
- 2018: Chefgärtner und Projektleiter – Der Kanarische Garten – Leipziger Messe 2018 – Gesamtausstattung Glashalle – Haus Garten Freizeit - ¡Viva España![31]
- 2018: Station Green – mediterrane Gestaltung eines Bahnhofteils in der Baumblütenstadt Werder (Havel)[32]
- 2019: Kerstjungle: Weihnachtsbaum-Aktion mitten im Sommer für mehr Nachhaltigkeit auf dem MacFestival in Den Haag[33]
- 2019: Blumomat im Ballhaus Berlin beim Alt-Berlin (Bar)[34][35]
- 2020: Weihnachtsbaumvermietung auf Sylt[36]
- 2020: Meeresdachgarten auf dem Goerzwerk in Berlin-Lichterfelde[37][38]
- 2021: Nachhaltiges Gärtnern auf Sylt[39]
- 2022: Heidelbeer-Plantage auf Mallorca[40]
- 2022: Wintersphäre an der Biosphäre Potsdam[41]

## Ausstellungen (Auswahl)
- 2020: Berliner Festspiele Vortragsreihe Immersion: Down to Earth.[42]